# Colores complementarios
Los colores opuestos o complementarios son aquellos colores que se encuentran en una posición oponible dentro del círculo cromático. Como hay varios tipos de círculo cromático, la denominación complementario depende en gran medida del modelo empleado RGB, CMYK o  tradicional. Se obtiene, por ejemplo, mediante la contraposición de un primario con un color secundario formado por los otros dos  primarios.

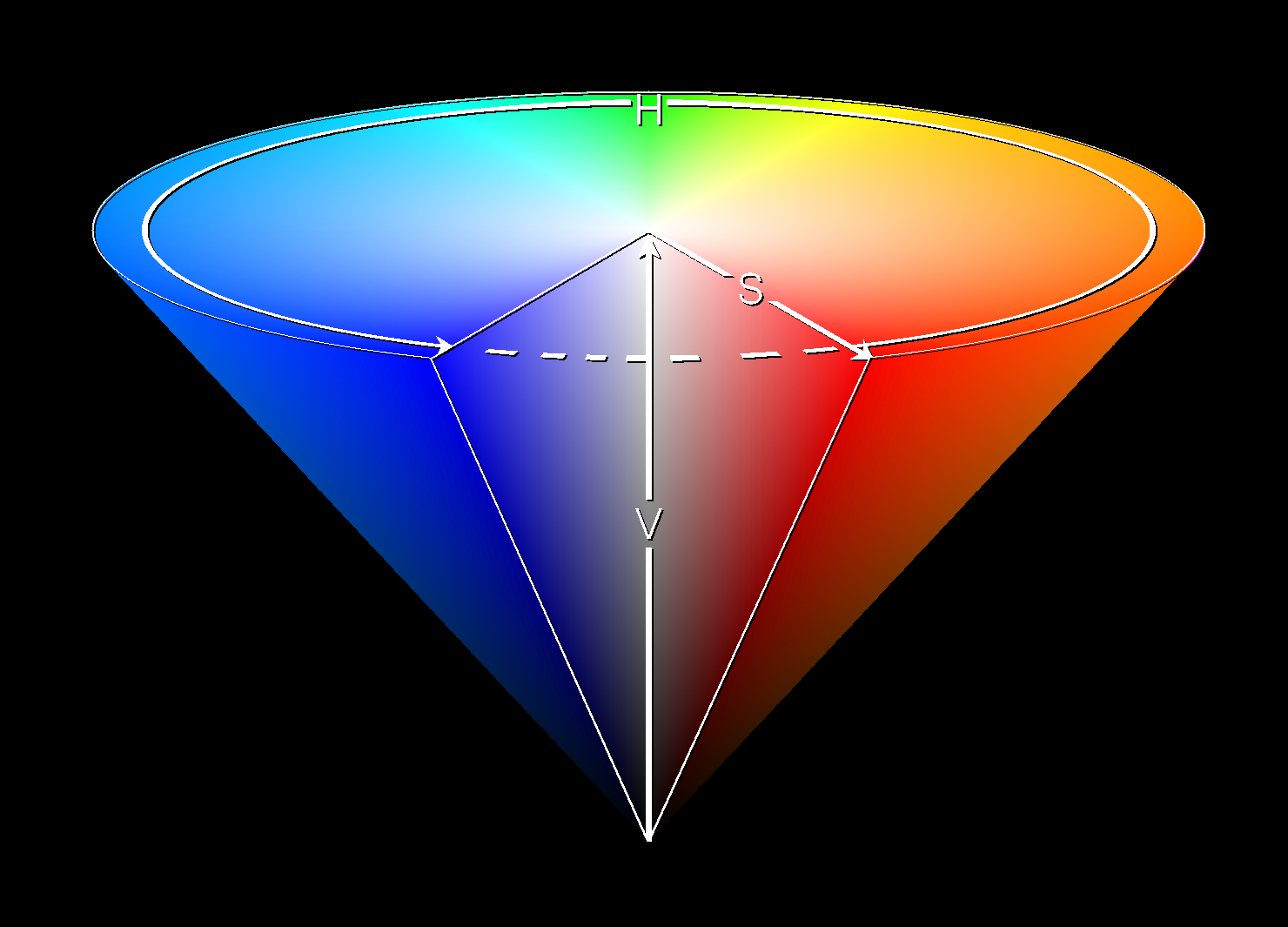
En el modelo de colores de la rueda HSV los colores opuestos son colores complementarios, que al mezclarse proporcionan colores neutros como el gris.

En la teoría del color se dice que dos colores son denominados complementarios, si al ser mezclados en una proporción dada, el resultado de la mezcla es un color neutral (gris, blanco o negro). Desde una perspectiva perceptual de los modelos de colores, los colores neutros: blanco, gris y negro caen en un eje central del espacio de colores, y los colores complementarios estarían a un lado u otro de este eje, opuestos los unos con los otros. Por ejemplo, en el  espacio de colores HSV, los colores complementarios (tal y como se definen en HSV) caen opuestos los unos con los otros en las secciones verticales.
En la mayoría de los colores complementarios, solo se consideran los colores saturados, los más brillantes. Sin embargo, bajo las definiciones formales, el brillo y la saturación son factores a tener en cuenta, de igual manera. En el espacio CIE 1931, un color de una longitud de onda « dominante» puede ser mezclada con otra cantidad particular de longitud de onda “complementaria” para producir un color neutral (gris o blanco).
En la teoría del color moderna, de la cual se desprenden los modelos (aproximadamente complementarios) RGB y CMY(K) (así como modelos derivados tales como el HSV), los  colores primarios, así como los  colores secundarios, se emparejan de la siguiente forma:

Actualmente se considera que la mezcla aditiva de dos colores exactamente opuestos da gris, por lo que el negro es opuesto del blanco.

- rojo y cian ( rojo   cian ) (donde el cian se entiende como una mezcla óptica entre el azul y el verde)
- verde y magenta ( verde   magenta ) (donde el magenta es una mezcla de rojo y azul)
- azul y amarillo ( azul   amarillo ) (donde el amarillo es una mezcla entre el verde y el rojo)

## Retro imágenes
Cuando se fija detenidamente sin una pausa en un color, en el rojo por ejemplo, durante un periodo de tiempo (unos treinta segundos podría ser suficiente), entonces aparece en la sensación de la vista una superficie iluminada de blanco, es lo que se denomina una retro imagen que aparece del color complementario al rojo (en este caso el cian). Este es el resultado de la 'fatiga ocular'. En el caso mencionado anteriormente el fotorreceptor para la luz roja en la retina se satura y alcanza un nivel de fatiga, mandando una información 'falsa' al cerebro. Cuando se realiza el mismo experimento con luz blanca, las porciones de luz roja que inciden el ojo no son correctamente transmitidas, o por lo menos no lo son tan eficientemente como lo puede ser otras longitudes de onda (o colores), y surge una sensación de estar viendo un color complementario. Cuando se da un tiempo de descanso la sensación de la imagen con colores complementarios se desvanece lentamente. En estos casos basta con cerrar los párpados para que el ojo vaya recobrando poco a poco la visión normal de los colores.

## Arte y diseño

Modelo tradicional de coloración.

Debido al limitado rango de colores que es disponible en la historia del arte, y a la influencia de Goethe con su libro Teoría de los colores de 1810 (Modelo de color RYB), muchos artistas emplean de forma tradicional pares de colores complementarios para crear armonías de color. Los pares más importantes, según dicho modelo (entre color primario y un secundario RYB), son:
- amarillo y violeta
- azul y anaranjado
- rojo y verde

Los colores verde, naranja y violeta surgen de la mezcla de los colores sustractivos restantes (amarillo + azul = verde, amarillo + rojo = naranja, azul + rojo = violeta). Cuando dos colores complementarios se mezclan en iguales proporciones producen un color neutro gris o marrón. El empleo de colores complementarios es importante en el desarrollo estético de los colores así como en el diseño gráfico de logos de compañías y de minoristas. Cuando se colocan juntos dos colores complementarios, el contraste entre ambos hace que parezcan más brillantes.